# Клингенталь
Клингенталь (нем. Klingenthal) — город в Германии, в земле Саксония. Расположен в юго-восточной части района Фогтланд. 
Известен как город фирмы Weltmeister, производящей аккордеоны и фирмы C.A. SEYDEL SÖHNE, производящей губные гармоники.
В городе проводится ежегодный международный конкурс исполнителей на баянах и аккордеонах.
Город также известен своими традициями горнолыжного спорта. В Клингентале находится трамплин Vogtland-Arena.